# Axel Paulsen

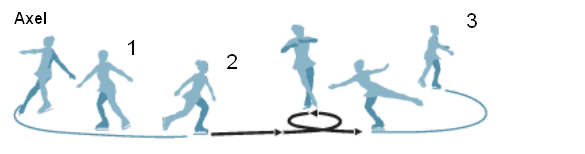
Esquema de l'axel, salt inventat per Axel Paulsen

Axel Paulsen   (Aker, 18 de juliol de 1855 - Nesodden, 9 de febrer de 1938) va ser un patinador noruec. Va inventar el salt axel de patinatge artístic sobre gel, presentat a Viena el 1882, i va tenir el títol mundial de patinatge de velocitat de 1882 a 1890. El 1976 va ser inclòs al Saló de la Fama Mundial del Patinatge Artístic Sobre Gel.

## Biografia
Axel Paulsen va néixer a Aker, una localitat de Noruega a prop d'Oslo, el 18 de juliol de 1855. Els seus pares eren Johan Peter Paulsen, un comerciant de cafè, i Haagine Olsen. Axel Paulsen va créixer a la ciutat d'Oslo, llavors conegut com a Christiania, on el seu pare tenia el seu negoci. Va destacar aviat al patinatge sobre gel i va iniciar una exitosa carrera esportiva, participant en competicions i exhibicions a Europa, els Estats Units i el Canadà.
Paulsen es va casar amb Kathryn Williams el 1885 o el 1886, segons les fonts, però el matrimoni es va dissoldre el 1890. Va contreure segones núpcies el 1893 amb Anna Elise Nicolaisen. El seu fill, Harry, va seguir els seus passos i va ser campió noruec de patinatge artístic cinc vegades. Després de la seva retirada esportiva, va agafar les regnes del negoci patern al costat del seu germà Edvin. Va ser director fins al 1936, dos anys abans de la seva mort als 83 anys.

## Trajectòria esportiva

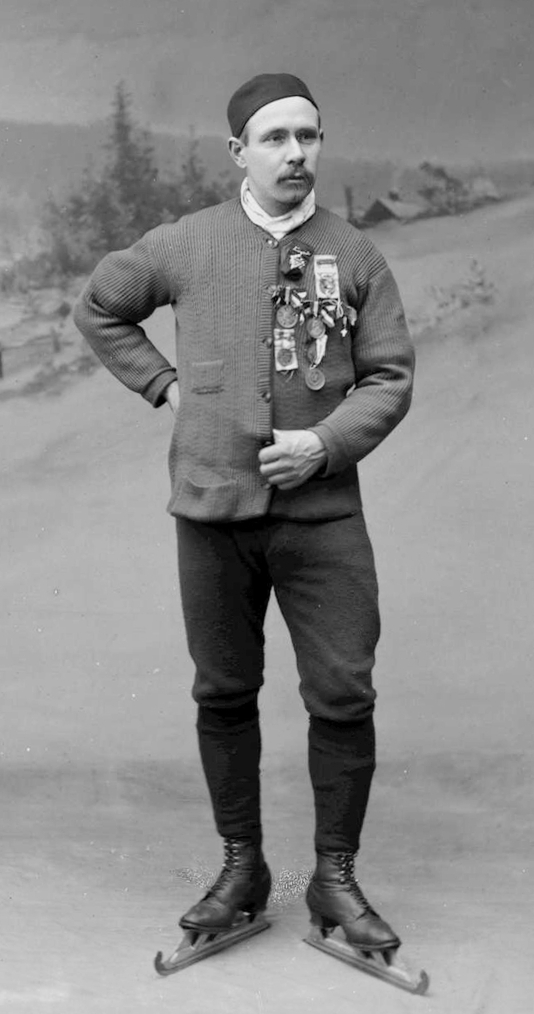
Alex Paulsen, cap al 1895.

Johan Paulsen era un àvid patinador sobre gel i portava tots els seus fills a patinar els caps de setmana a Østensjøvannet, un llac de la capital noruega. Es va entusiasmar ràpidament per l'esport i fins i tot practicava cada dia, abans de l'escola. Amb el temps va arribar a ser el millor patinador noruec de patinatge de velocitat i patinatge artístic.
Paulsen va guanyar la carrera de 5000 metres en una competició nacional el 1880. El seu debut esportiu internacional va ser al Gran Torneig Internacional de Patinatge, la primera competició mundial de patinatge sobre gel, celebrada a Viena el 1882. Va guanyar la carrera de velocitat i va quedar tercer a la competició de patinatge artístic, tot i que va obtenir un premi per la seva figura especial, que va ser un salt d'una revolució i mitja en l'aire, que es va passar a conèixer com el «salt d'Axel Paulsen» o, simplement, «axel».
El 8 de febrer de 1883 va participar en una competició de velocitat al parc Washington, a Brooklyn, als Estats Units, on va derrotar els disset patinadors més veloços de Noruega, Anglaterra, Estats Units i Canadà. El mateix any va perdre a Halifax, Canadà, en una pista amb corbes molt tancades que no podia prendre a molta velocitat. El 1884 va tornar a Amèrica i va guanyar totes les carreres gràcies a un canvi de disseny dels seus patins per adaptar-los als revolts pronunciats, per la qual cosa va rebre el títol de «campió amateur del món». Segons l'autor Brian Flood, els rècords de velocitat que va establir durant les carreres i exhibicions als Estats Units i el Canadà durant les seves visites a aquests països van inspirar aficionats i professionals, que van renovar l'afició per l'esport del patinatge de velocitat a Amèrica.
El gener de 1885 es va celebrar un campionat internacional de patinatge sobre gel a Hamburg, on Paulsen, en molt bona forma, va guanyar la carrera de patinatge de velocitat i va quedar en tercer lloc en patinatge artístic. El febrer de 1885, va participar juntament amb el seu compatriota Carl Verner en un desafiament contra els holandesos Renke van der Zee i Benedictus Kingma per determinar qui era el millor patinador amb una carrera de 4827 metres a Frognerkilen, Noruega. Van assistir-hi entre 20.000 i 30.000 espectadors. Paulsen va obtenir la victòria, arribant a la meta un minut i cinc segons abans que van der Zee.

## Millores al disseny dels patins
Axel Paulsen,va realitzar importants contribucions al disseny i rendiment dels patins sobre gel a la fi del segle xix. Les seves principals millores van ser:
- Introducció de la Fulla Paulsen: La millora més notable de Paulsen va ser el desenvolupament d'un nou tipus de fulla de patí, que presentava un disseny més llarg i prim en comparació amb els models anteriors. Aquest disseny permetia un millor lliscament i maniobrabilitat sobre el gel.
- Forma de fulla innovadora: Va refinar la forma i curvatura de la fulla per a millorar el seu rendiment. El disseny millorat de la fulla va proporcionar un millor control i estabilitat per als patinadors, fent que els moviments i salts complicats anessin més assolibles.
- Major durabilitat: Les millores en el disseny de Paulsen van contribuir a fer les fulles més duradores, la qual cosa va ajudar els patinadors a mantenir el rendiment al llarg del temps i baix diverses condicions de gel.
- Rendiment millorat: Els canvis en el disseny de la fulla van permetre tècniques i trucs més avançats en el patinatge artístic, inclosos girs i salts més complexos. Això va ser un factor clau en l'evolució del patinatge artístic modern.

Les contribucions d'Axel Paulsen van ser fonamentals per a avançar en l'esport i per a influir en futurs desenvolupaments en el disseny de patins. Les seves innovacions van establir les bases per a molts dels aspectes de rendiment que són crítics en el patinatge artístic avui dia.

## El salt Axel Paulsen

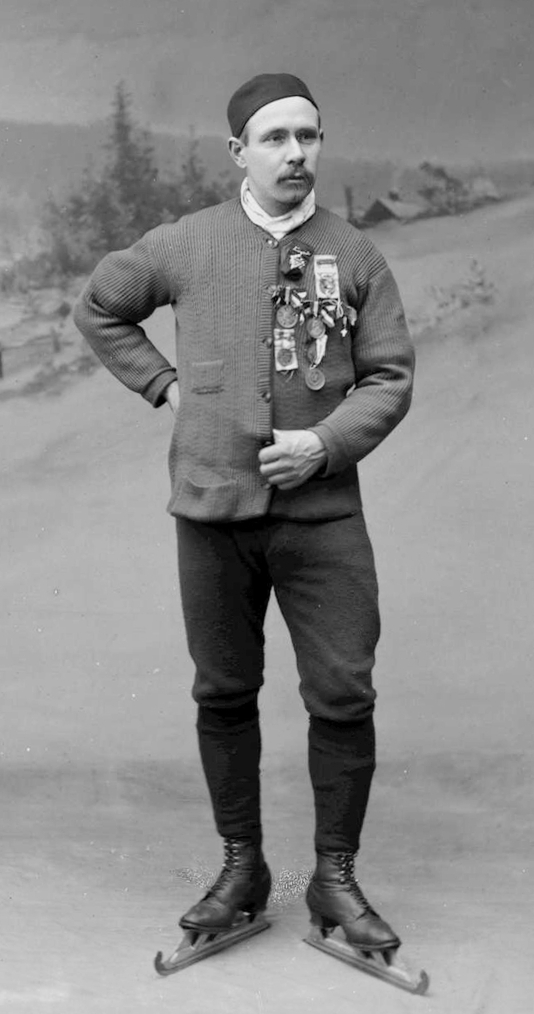
Patinador artístic noruec Axel Paulsen, creador del salt Axel, fotografiat el 1895.

El salt Axel, també anomenat salt Axel Paulsen pel seu creador el patinador artístic noruec Axel Paulsen, és un salt de vora en l'esport del patinatge artístic. Segons l'historiador del patinatge artístic James Hines, l'Axel és «el salt més difícil del patinatge artístic». És l'únic salt bàsic de competició que enlaira cap endavant, la qual cosa el converteix en el salt més fàcil d'identificar. Els patinadors solen realitzar un Axel doble o triple, seguit d'un salt de menor dificultat en combinació. Es requereix un Axel doble o triple en el programa curt de patinatge artístic i es requereix un Axel en el programa lliure per als patinadors júnior i sènior de patinatge individual en totes les competicions ISU. El salt Axel és el salt més estudiat en el patinatge artístic. En competició, el valor base d'un Axel ve determinat pel nombre de revolucions completades durant el salt. En l'actual ISU Judging System de +5/-5 GOE, el valor base d'un Axel simple és 1,10, un Axel doble 3,30, un Axel triple 8,00, i un Axel quàdruple 12,50.
Paulson va ser el primer patinador a aconseguir un Axel, en la primera competició internacional de patinatge artístic, que es va celebrar a Viena el 1882, mentre portava patins de velocitat. Hines, que va qualificar a Paulsen de «progressista» per inventar-ho, va afirmar que ho va fer «com a figura especial». A mitjan dècada del 1920, l'Axel era l'únic salt on no es plegava. A principis del segle xx, la patinadora professional alemanya Charlotte Oelschlägel va ser la primera dona que va incloure un Axel en els seus programes; Hines va informar que acabava l'Axel amb el seu «famós final esvaït», l'espiral de Charlotte, un moviment inventat per ella. A principis de la dècada del 1920, Sonja Henie de Noruega va ser la primera patinadora a realitzar un Axel en competició. També es va informar per Hines que en la dècada del 1930, el patinador austríac Felix Kaspar, que era conegut pel seu atletisme, va realitzar Axels amb una trajectòria de quatre peus d'altura i 20 peus de distància des de l'enlairament fins a l'aterratge (1 m d'altura i 6 m de distància); Hines va afirmar que «hi ha pocs dubtes en les ments dels qui ho van veure que si s'hagués conegut la tècnica llavors, probablement podria haver realitzat fàcilment salts triples o fins i tot quàdruples». En els Jocs Olímpics d'Hivern de 1948, l'estatunidenc Dick Button va ser el primer patinador a completar un doble Axel en competició. L'estatunidenca Carol Heiss va ser la primera dona a realitzar un doble Axel, el 1953.
El primer triple Axel reeixit en competició va ser realitzat pel canadenc Vern Taylor en els Campionats del Món de Patinatge Artístic de 1978. Sis anys més tard, en els Jocs Olímpics d'Hivern de 1984 a Sarajevo, el patinador canadenc Brian Orser es va convertir en el primer patinador a completar un triple Axel en els Jocs Olímpics. Segons The New York Times, al llarg dels anys, el triple Axel «s'ha tornat més comú que ho realitzin patinadors masculins». La primera patinadora a executar amb èxit un triple Axel en competició va ser la patinadora japonesa Midori Ito, en una competició regional en la Prefectura de Aichi del Japó el 1988. També va ser la primera dona a aconseguir-ho en una competició internacional, en el Trofeu NHK 1988, així com la primera dona a aconseguir-lo en els Jocs Olímpics, en els Jocs Olímpics d'Hivern de 1992. Des d'Ito, moltes altres dones han realitzat el salt en competició. No obstant això, només cinc han completat el triple Axel en un programa olímpic: Ito durant el seu patinatge lliure el 1992; la patinadora japonesa Mao Rostida en tots dos programes en els Jocs Olímpics d'Hivern de 2010 - Individual femení, així com en el seu patinatge lliure El 2014; la patinadora estatunidenca Mirai Nagasu en el seu patinatge lliure en els Jocs Olímpics d'Hivern de 2018 - Trofeu per equips; La patinadora russa Kamila Valieva en el seu programa curt en la prova per equips el 2022; i la patinadora japonesa Wakaba Higuchi en tots dos programes de la prova individual femenina 2022. A partir d'octubre de 2020, dotze dones han realitzat amb èxit el triple Axel en competició internacional.
El primer triple Axel llançat va ser realitzat per la parella de patinadors estatunidencs Rena Inoue i John Baldwin, en els Campionats de Patinatge Artístic dels Estats Units de 2006. També van ser la primera parella a realitzar un triple Axel de llançament en els Jocs Olímpics i en una competició internacional, el 2006. El 2022, el patinador estatunidenc Ilia Malinin va ser el primer patinador a completar amb èxit un quàdruple Axel en competició en el 2022 CS O.S. International Figure Skating Classic.

## Plusmarques
Paulsen va establir les següents marques mundials durant la seva carrera:
- 1885: una milla en 3 minuts 26,4 segons
- 1886: una milla en 3 minuts 5,4 segons
- 1885: deu milles en 39 minuts 7,4 segons
- 1886: tres milles en 10 minuts 33,0 segons
- 1889: vint milles en 1 hora, 9 minuts i 15,0 segons

## Reconeixements
A més d'inventar el famós salt que porta el seu nom, i d'introduir un nou disseny per als patins sobre gel, Axel Paulsen va influir en el desenvolupament del patinatge artístic com a esport. El seu estil «nòrdic» de patinatge, caracteritzat per la velocitat, moviments amplis i atletisme va atraure pel seu contrast amb l'estil «vienès», que era el més habitual fins aleshores, i que primava el traçat de figures complicades sobre el gel a costa de l'aspecte físic. De la fusió de les dues escoles va sorgir l'estil internacional, més similar al patinatge artístic de competició modern. També se li atribueix la introducció de la postura típica del patinatge de velocitat, amb els braços plegats darrere de l'esquena.
El 1910, al vint-i-cinquè aniversari de la seva victòria sobre van der Zee, el Club de Patinatge d'Oslo el va nomenar membre honorari. El 1976, va ser inclòs al Saló de la Fama del Patinatge Artístic, com a reconeixement a les seves contribucions en aquest esport.